# Vietnam i olympiska sommarspelen 2000
Vietnam deltog i de olympiska sommarspelen 2000 med en trupp bestående av sju deltagare, tre män och fyra kvinnor, och de tog totalt en medalj.
Tran Hieu Ngans silvermedalj i taekwondo var Vietnams första medalj någonsin vid de olympiska spelen.

## Medaljer

### Silver
- Tran Hieu Ngan - Taekwondo, lättvikt

## Friidrott
Herrarnas 100 meter
- Luong Tich Thien
  1. Omgång 1 — 10.85 (gick inte vidare)

Damernas 100 meter häck
- Vu Bich Huong
  1. Omgång 1 - 13.61 (gick inte vidare)

## Taekwondo
- Mai Nguyen thi Xuan
- Tran Hieu Ngan